# خرابه کهل
خرابه کهل یک روستا در بخش مرکزی شهرستان اردبیل است که در دهستان بالغلو واقع شده است. خرابه کهل حدود ۱۲۵۸ نفر جمعیت دارد.
این روستا در ۱۲ کیلومتری شهرستان اردبیل قرار دارد اغلب شغل مردم روستا کشاورزی می‌باشد.
اهالی این روستا سالهاست پیگیر ساخت سالن ورزشی در پشت مسجد هستند و از شورای محترم روستا همواره این درخواست را دارند.